# Northrop HL-10
El Northrop HL-10 fue uno de los cinco diseños de fuselaje sustentador pesado volados en el Centro de Investigación de Vuelo (FRC, más tarde Centro Dryden de Investigaciones de Vuelo) de la NASA, Edwards, California, de julio de 1966 hasta noviembre de 1975, para estudiar y validar el concepto de maniobra segura y aterrizaje de un vehículo de bajo coeficiente de planeo, diseñado para reentrar desde el espacio. Era un diseño de la NASA y fue construido para evaluar el fuselaje sustentador de "superficie sustentadora invertida" y forma en planta de delta. Actualmente está en exhibición en la entrada del Dryden Flight Research Center, Edwards Air Force Base, California.

## Desarrollo
Northrop Corporation construyó el HL-10 y el M2-F2, los dos primeros de una flota de fuselajes sustentadores "pesados", volados por el Centro de Investigación de Vuelo de la NASA. El contrato para la construcción del HL-10 y del M2-F2 fue de 1,8 millones de dólares. "HL" significa aterrizaje horizontal (horizontal landing), y el "10" se refiere al décimo diseño estudiado por los ingenieros en el Langley Research Center de la NASA, Hampton, Virginia. El tren de aterrizaje era un sistema modificado de T-38 que se retraía manualmente, y se extendía por presión de nitrógeno. La rueda delantera era una unidad modificada de T-39, retraída manualmente y extendida por presión de nitrógeno. El Sistema de Eyección del Piloto era un sistema modificado de F-106. Baterías de plata-cinc suministraban energía eléctrica al sistema de control, instrumentos de vuelo, radios, calefacción de la cabina y al sistema de aumento de la estabilidad. Para ayudar al aterrizaje, cuatro cohetes regulables de peróxido de hidrógeno proporcionaban hasta 1,8 kN de empuje. 

## Historia operacional

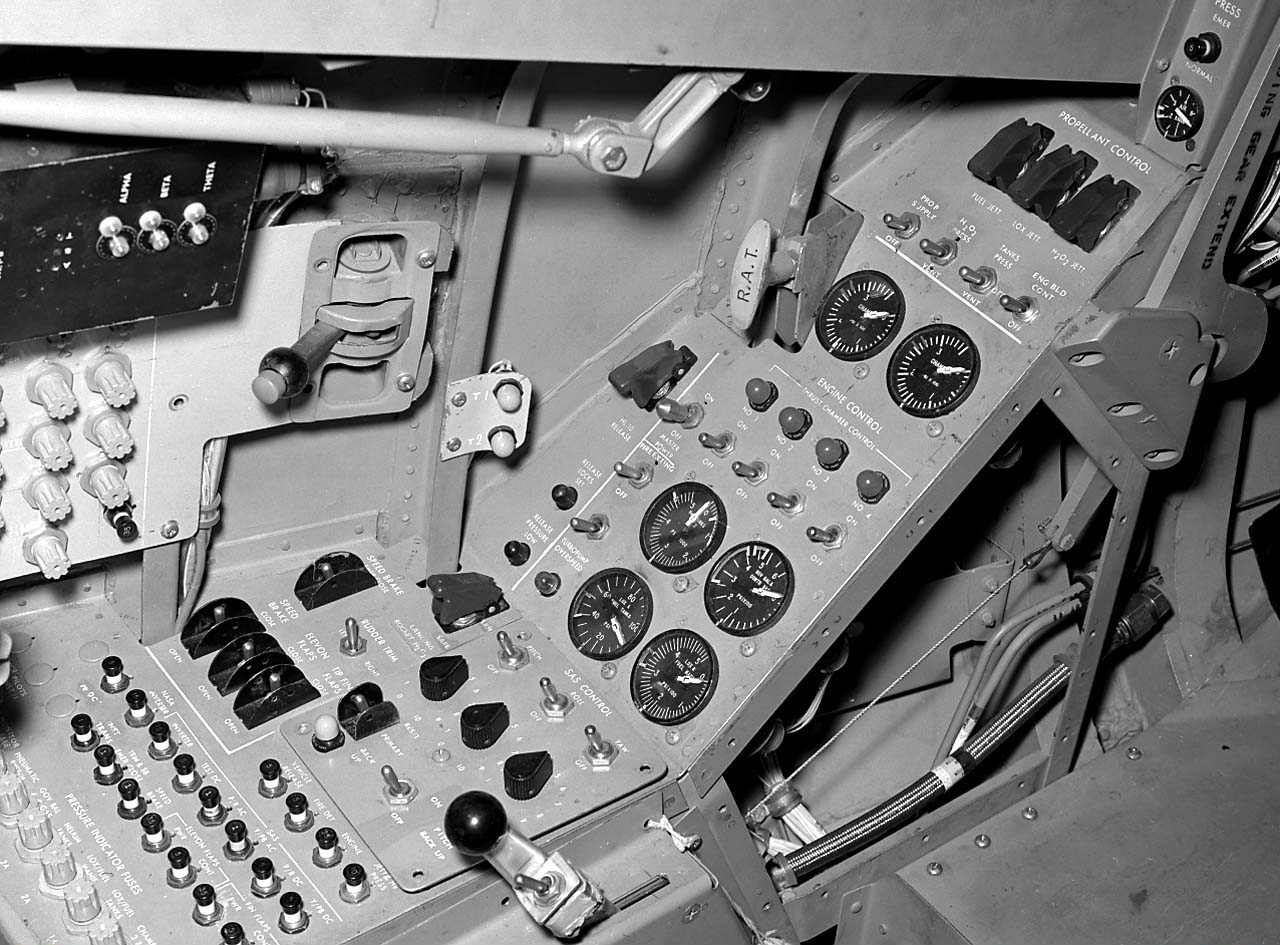
Cabina del fuselaje sustentador HL-10.

Tras su entrega a la NASA en enero de 1966, el HL-10 realizó su primer vuelo el 22 de diciembre de 1966, con el piloto de investigación Bruce Peterson en la cabina. Aunque el motor cohete XLR-11 (el mismo tipo usado en el X-1) estaba instalado, las primeras 11 sueltas desde el avión de lanzamiento B-52 fueron vuelos de planeo sin motor, para evaluar las cualidades de manejo, estabilidad y control. Al final, el HL-10 fue juzgado como el de mejor manejo de los tres fuselajes sustentadores pesados originales (M2-F2/F3, HL-10, X-24A).
El HL-10 fue volado 37 veces durante el programa de investigación del fuselaje sustentador y registró la altitud máxima y la velocidad más alta en dicho programa. El 18 de febrero de 1970, el piloto de pruebas de la Fuerza Aérea Peter Hoag llevó el HL-10 a Mach 1,86 (1228 mph). Nueve días más tarde, el piloto de la NASA Bill Dana voló el vehículo hasta los 27 440 m (90 030 pies), que se convirtió en la mayor altitud alcanzada en el programa.
Durante un vuelo típico de fuselaje sustentador, el B-52 (con el vehículo de investigación acoplado al montaje pilón del ala derecha, entre el fuselaje y el soporte motor interior) volaba a una altitud de alrededor de 14 000 m (45 000 pies) y a una velocidad de lanzamiento de alrededor de 720 km/h (450 mph).
Momentos antes de ser soltado, el XLR-11 era encendido por el piloto. La velocidad y la altitud aumentaban hasta que el motor se apagaba a voluntad o por consumo del combustible, dependiendo del perfil individual de la misión. Los fuselajes sustentadores llevaban normalmente suficiente combustible para alrededor de 100 segundos de vuelo a motor, y de forma rutinaria alcanzaban de 15 000 m (50 000 pies) a 24 000 m (80 000 pies), y velocidades por encima de Mach 1.
Tras el apagado del motor, el piloto maniobraba el vehículo a través de un pasillo simulado de retorno desde el espacio en una aproximación planeada para aterrizar en una de las pistas del lecho de lago en el Rogers Dry Lake, en Edwards. Se usaba una aproximación circular para perder altitud durante la fase de aterrizaje. En la parte de la aproximación final, el piloto incrementaba su coeficiente de descenso para aumentar la energía. A unos 30 m (100 pies) de altitud, una maniobra de "llamarada" (encendido de los cohetes de frenado) reducía la velocidad a unos 320 km/h (200 mph) para el aterrizaje.
Se aprendieron lecciones inusuales y valiosas durante las exitosas pruebas de vuelo del HL-10. Durante las primeras fases del programa de desarrollo de la Lanzadera Espacial, los fuselajes sustentadores con el patrón del HL-10 fueron uno de los tres tipos de propuestas principales. Más tarde fueron rechazados, al probarse difícil de acomodar depósitos de combustible cilíndricos en un fuselaje de curva constante, y desde entonces la mayoría de los diseños se centraron en aviones más convencionales de ala en delta.
- Pilotos del HL-10:
  - John A. Manke: 10 vuelos, 7 vuelos a motor.
  - Bill Dana: 9 vuelos, 8 vuelos a motor.
  - Jerauld R. Gentry: 9 vuelos, 2 vuelos a motor.
  - Peter C. Hoag:  8 vuelos, 7 vuelos a motor.
  - Bruce Peterson: 1 vuelo, 0 vuelos a motor.

### Vuelo espacial no realizado
Según el libro "Vuelo sin alas", del ingeniero de proyecto R. Dale Reed, si él se hubiera salido con la suya, el HL-10 habría volado en el espacio en la primera mitad de los años 70. Tras la cancelación del programa lunar Apolo, Reed se dio cuenta de que había sobrado un considerable material del Apolo, incluyendo varios módulos de mando listos para volar y cohetes Saturno.
Su plan era modificar profundamente el HL-10 en el Centro de Investigación de Vuelo con la adición de un escudo calórico ablativo, controles de reacción, y otros subsistemas adicionales necesarios para un vuelo espacial tripulado. El ahora vehículo con capacidad espacial habría volado en un vehículo lanzador Saturno V en el mismo lugar en que originalmente se albergaba el Módulo Lunar.
Una vez en la órbita terrestre, se planeó que un brazo robótico de extracción sacaría el vehículo de la tercera etapa del cohete y lo colocaría junto a la nave espacial tripulada Apolo CSM. Uno de los astronautas, que estaría entrenado para volar el vehículo, "pasearía" desde el Apolo y abordaría el fuselaje sustentador para realizar un chequeo previo a la reentrada en sus sistemas.
Se planeó que habría dos vuelos en este programa. En el primero, el piloto del fuselaje sustentador volvería al Apolo y enviaría el HL-10 de vuelta a la Tierra sin tripulación. Si este vuelo tenía éxito, en el siguiente lanzamiento pilotaría el HL-10 de vuelta para un aterrizaje planeado en la Edwards AFB.
Según se dice, Wernher von Braun creía que era una idea maravillosa y se ofreció a preparar dos Saturno V y dos Módulos de Servicio de Mando Apolo para la misión. El director del Centro de Investigación de Vuelo, Paul Bickle, se negó, declarando que esto estaba más allá de sus habilidades o área de interés.

### Número de serie de la aeronave
- Northrop HL-10 — NASA 804, 37 vuelos.

### Vuelos del HL-10
| Vuelo     | Fecha                    | Piloto   | Mach  | Km/h de velocidad | Altitud/m | Duración | Comentarios                                                         |
| --------- | ------------------------ | -------- | ----- | ----------------- | --------- | -------- | ------------------------------------------------------------------- |
| HL-10 #1  | 22 de diciembre de 1966  | Peterson | 0,693 | 735               | 13 716    | 00:03:07 | Primer vuelo del HL-10. Planeo sin motor.                           |
| HL-10 #2  | 15 de marzo de 1968      | Gentry   | 0,609 | 684               | 13 716    | 00:04:03 | Planeo sin motor.                                                   |
| HL-10 #3  | 3 de abril de 1968       | Gentry   | 0,690 | 732               | 13 716    | 00:04:02 | Planeo sin motor.                                                   |
| HL-10 #4  | 25 de abril de 1968      | Gentry   | 0,697 | 739               | 13 716    | 00:04:18 | Planeo sin motor.                                                   |
| HL-10 #5  | 3 de mayo de 1968        | Gentry   | 0,688 | 731               | 13 716    | 00:04:05 | Planeo sin motor.                                                   |
| HL-10 #6  | 16 de mayo de 1968       | Gentry   | 0,678 | 719               | 13 716    | 00:04:25 | Planeo sin motor.                                                   |
| HL-10 #7  | 28 de mayo de 1968       | Manke    | 0,657 | 698               | 13 716    | 00:04:05 | Planeo sin motor.                                                   |
| HL-10 #8  | 11 de junio de 1968      | Manke    | 0,635 | 697               | 13 716    | 00:04:06 | Planeo sin motor.                                                   |
| HL-10 #9  | 21 de junio de 1968      | Gentry   | 0,637 | 700               | 13 716    | 00:04:31 | Planeo sin motor.                                                   |
| HL-10 #10 | 24 de septiembre de 1968 | Gentry   | 0,682 | 723               | 13 716    | 00:04:05 | Planeo sin motor. XLR-11 instalado                                  |
| HL-10 #11 | 3 de octubre de 1968     | Manke    | 0,714 | 758               | 13 716    | 00:04:03 | Planeo sin motor.                                                   |
| HL-10 #12 | 23 de octubre de 1968    | Gentry   | 0,666 | 723               | 12 101    | 00:03:09 | Primer vuelo propulsado, avería en el motor, aterrizaje en Rosamond |
| HL-10 #13 | 13 de noviembre de 1968  | Manke    | 0,840 | 843               | 13 000    | 00:06:25 | 3 intentos de encender el motor                                     |
| HL-10 #14 | 9 de diciembre de 1968   | Gentry   | 0,870 | 872               | 14 454    | 00:06:34 | -                                                                   |
| HL-10 #15 | 17 de abril de 1969      | Manke    | 0,994 | 974               | 16 075    | 00:06:40 | -                                                                   |
| HL-10 #16 | 25 de abril de 1969      | Dana     | 0,701 | 744               | 13 716    | 00:04:12 | Planeo sin motor.                                                   |
| HL-10 #17 | 9 de mayo de 1969        | Manke    | 1,127 | 1197              | 16 246    | 00:06:50 | Primer vuelo supersónico de un fuselaje sustentador                 |
| HL-10 #18 | 20 de mayo de 1969       | Dana     | 0,904 | 959               | 14 966    | 00:06:54 | -                                                                   |
| HL-10 #19 | 28 de mayo de 1969       | Manke    | 1,236 | 1312              | 18 959    | 00:06:38 | -                                                                   |
| HL-10 #20 | 6 de junio de 1969       | Hoag     | 0,665 | 727               | 13 716    | 00:03:51 | Planeo sin motor.                                                   |
| HL-10 #21 | 19 de junio de 1969      | Manke    | 1,398 | 1484              | 19 538    | 00:06:18 | -                                                                   |
| HL-10 #22 | 23 de julio de 1969      | Dana     | 1,444 | 1350              | 19 446    | 00:06:13 | -                                                                   |
| HL-10 #23 | 6 de agosto de 1969      | Manke    | 1,540 | 1656              | 23 195    | 00:06:12 | Primer vuelo con las cuatro cámaras encendidas                      |
| HL-10 #24 | 3 de septiembre de 1969  | Dana     | 1,446 | 1542              | 23 762    | 00:06:54 | -                                                                   |
| HL-10 #25 | 18 de septiembre de 1969 | Manke    | 1,256 | 1341              | 24 137    | 00:07:06 | -                                                                   |
| HL-10 #26 | 30 de septiembre de 1969 | Hoag     | 0,924 | 980               | 16 383    | 00:07:16 | -                                                                   |
| HL-10 #27 | 27 de octubre de 1969    | Dana     | 1,577 | 1675              | 18 474    | 00:06:57 | -                                                                   |
| HL-10 #28 | 3 de noviembre de 1969   | Hoag     | 1,396 | 1482              | 19 544    | 00:07:19 | -                                                                   |
| HL-10 #29 | 17 de noviembre de 1969  | Dana     | 1,594 | 1693              | 19 687    | 00:06:48 | -                                                                   |
| HL-10 #30 | 21 de noviembre de 1969  | Hoag     | 1,432 | 1532              | 24 165    | 00:06:18 | -                                                                   |
| HL-10 #31 | 12 de diciembre de 1969  | Dana     | 1,310 | 1402              | 24 372    | 00:07:08 | -                                                                   |
| HL-10 #32 | 19 de enero de 1970      | Hoag     | 1,310 | 1399              | 26 414    | 00:06:50 | -                                                                   |
| HL-10 #33 | 26 de enero de 1970      | Dana     | 1,351 | 1444              | 26 726    | 00:06:51 | -                                                                   |
| HL-10 #34 | 18 de febrero de 1970    | Hoag     | 1,861 | 1976              | 20 516    | 00:06:20 | Vuelo más rápido de un fuselaje sustentador                         |
| HL-10 #35 | 27 de febrero de 1970    | Dana     | 1,314 | 1400              | 27 524    | 00:06:56 | Vuelo más alto de un fuselaje sustentador                           |
| HL-10 #36 | 11 de junio de 1970      | Hoag     | 0,744 | 810               | 13 716    | 00:03:22 | Aproximación propulsada en coeficiente de planeo                    |
| HL-10 #37 | 17 de julio de 1970      | Hoag     | 0,733 | 803               | 13 716    | 00:04:12 | Último vuelo.                                                       |

## Operadores
Estados Unidos
- NASA

## Apariciones notables en los medios
En un episodio de El hombre de seis millones de dólares, titulado "La repetición mortal", el HL-10 es identificado como el avión volado por el coronel Steve Austin cuando se estrella, lo que lleva a su transformación en un hombre biónico, y el HL-10 también aparece en este episodio. Otros episodios y la novela original de Martin Caidin, Cyborg, contradicen esto, ya que identifican el avión de Austin como un primo ficticio del HL-10, el M3-F5. Se añade más confusión por el hecho de que tanto el HL-10 como el M2-F2 aparecen en los créditos iniciales de la serie televisiva.

## Especificaciones (Northrop HL-10)

### Características generales
- Tripulación: Uno (piloto)
- Longitud: 6,5 m (21,2 ft)
- Envergadura: 4,2 m (13,6 ft)
- Altura: 2,9 m (9,6 ft)
- Superficie alar: 14,9 m² (160,4 ft²)
- Peso vacío: 2397 kg (5283 lb)
- Peso cargado: 2721 kg (5997,1 lb)
- Peso máximo al despegue: 4540 kg (10 006,2 lb) (1604 kg de propelente)
- Planta motriz: 1× motor cohete de cuatro cámaras Reaction Motors XLR-11.
  - Empuje normal: 35,7 kN (3640 kgf; 8026 lbf) de empuje.

### Rendimiento
- Velocidad máxima operativa (Vno): 1976 km/h (1228 MPH; 1067 kt)
- Alcance: 72 km (39 nmi; 45 mi)
- Techo de vuelo: 27 524 m (90 302 ft)
- Carga alar: 304,7 kg/m² (62,4 lb/ft²)
- Empuje/peso: 0,99

## Aeronaves relacionadas

### Desarrollos relacionados
- HL-20 Personnel Launch System

### Aeronaves similares
- Martin-Marietta X-24
- NASA M2-F1
- Northrop M2-F2
- Northrop M2-F3
- NASA X-38